# Добутамін
Добутамін (INN: Dobutamine) — інотропний лікарський засіб, селективний агоніст β1-адренорецепторів міокарду. Добутамін було відкрито в 70-х роках 20 ст. науковцями Ronald Tuttle та Jack Mills. Препарат є структурним аналогом ізопреналіну.